# 애투섬

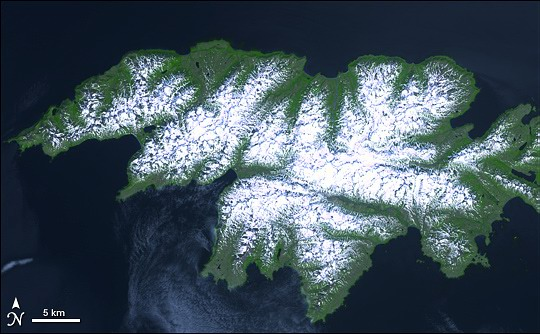
애투 섬

애투섬(영어: Attu Island, 알류트어: Atan 아탄, 러시아어: Атту 아투[*])은 알류샨 열도의 최서단에 위치한 미국령의 섬으로, 알래스카 주 영토의 최서단이기도 하다.
니어 제도에 속하며, 길이 48km. 너비 12∼24km. 최고지점은 해발고도 약 1,000m, 면적은 약 893km2이다.
행정 구역 상 애투 스테이션이 존재하여 사실상 '미국 본토'의 최서단으로 여겨지나 공군기지가 철수하며 현재 무인도가 되어 있다.

## 역사
제2차 세계 대전(태평양 전쟁)중에 일본군과 미군의 격전지가 되었으며, 일본 제국이 이곳을 점령하고 아쓰타섬(熱田島)이라고 이름붙이기도 했다.
2차 대전 중에 일본과 미국에 의해 강제이주된 이곳의 알류트족 원주민은 전후에도 귀환이 허용되지 않았고, 미군은 이곳에 공군의 애투 기지를 세우고 20여 명의 인원이 주둔했다.
이후 2010년 8월 기지가 철수하면서 현재 주민은 거주하지 않는다.

## 인구
| 인구조사              | 인구 | Note  | %±      |
| --------------------- | ---- | ----- | ------- |
| 1880년                | 107  |       | —       |
| 1890년                | 101  |       | −5.6%   |
| 1930년                | 29   |       | —       |
| 1940년                | 44   |       | 51.7%   |
| 1980년                | 29   |       | —       |
| 2000년                | 20   |       | —       |
| 2010년                | 21   |       | 5.0%    |
| 2017 (추산)           | 0    | [ 2 ] | −100.0% |
| U.S. Decennial Census |      |       |         |

## 교통
현재 이 섬에는 미국 해안경비대 시설이 있으며 당국의 허가를 받아야 한다.
비행기에 대한 일반 항로가 없으며, 미국 어류 및 야생동물관리국의 허가를 받아 선박이나 세스나 항공기를 이용해야 한다.
"현재 섬에는 카스코 코브 코스트 과르 스테이션 공항(IATA : ATU · ICAO : PAAT)이 있기는 하지만 활주로가 노후화되어 대형 항공기의 착륙이 불가능하며, 중장비하고 작업 인부 투입이 어려워 수리 계획이 전혀 없다.

## 기후
고위도 지역에 위치하고 있는 툰드라 지역이라서, 물을 구하기가 힘들다.
흐리거나 비도 잦을 뿐더러, 초속 10미터 이상의 강풍하고 눈보라에다 안개도 고질적이다.
가장 추울 때는 영하 40도까지 내려갈 때도 있다.
길도 없는 허허벌판, 살을 에는 고질적인 바람하고 눈보라, 가파르고 험준한 바위산, 면도날처럼 날카롭고 뾰족한 바위 등 황무지나 다름없는 험한 자연 환경 때문에 주민이 거주하기에는 아주 부적합한 환경이다.
사실상 무인도나 다름없다.
따라서 해당 지역을 여행할 때는 방수 기능이 뛰어난 두꺼운 방한복하고 방한화를 갖춰야 하는 것은 기본이고, 식수에도 신경써야 하는데다, 위성전화, 나침반이나 GPS 같은 장비를 갖추어야 하며, 동상이라든가 저체온증, 조난 사고에도 유의해야 한다.
맑은 날은 1년에 단 8일에서 10일 정도에 불과하다.
| Attu의 기후              | Attu의 기후 | Attu의 기후 | Attu의 기후 | Attu의 기후 | Attu의 기후 | Attu의 기후 | Attu의 기후 | Attu의 기후 | Attu의 기후 | Attu의 기후 | Attu의 기후 | Attu의 기후 | Attu의 기후   |
| 월                       | 1월         | 2월         | 3월         | 4월         | 5월         | 6월         | 7월         | 8월         | 9월         | 10월        | 11월        | 12월        | 연간          |
| ------------------------ | ----------- | ----------- | ----------- | ----------- | ----------- | ----------- | ----------- | ----------- | ----------- | ----------- | ----------- | ----------- | ------------- |
| 역대 최고 기온 °F (°C)   | 49 (9)      | 51 (11)     | 49 (9)      | 50 (10)     | 59 (15)     | 64 (18)     | 72 (22)     | 70 (21)     | 68 (20)     | 61 (16)     | 54 (12)     | 49 (9)      | 72 (22)       |
| 일평균 최고 기온 °F (°C) | 34.4 (1.3)  | 34 (1)      | 35.3 (1.8)  | 38.5 (3.6)  | 42.7 (5.9)  | 48.4 (9.1)  | 52.6 (11.4) | 55.1 (12.8) | 52.2 (11.2) | 46.8 (8.2)  | 40 (4)      | 35.7 (2.1)  | 43 (6)        |
| 일일 평균 기온 °F (°C)   | 30.4 (−0.9) | 30.2 (−1.0) | 31.5 (−0.3) | 34.8 (1.6)  | 38.9 (3.8)  | 43.9 (6.6)  | 48.4 (9.1)  | 50.5 (10.3) | 47.8 (8.8)  | 42.1 (5.6)  | 35.5 (1.9)  | 31.9 (−0.1) | 38.8 (3.8)    |
| 일평균 최저 기온 °F (°C) | 26.3 (−3.2) | 26.4 (−3.1) | 27.6 (−2.4) | 31 (−1)     | 35.1 (1.7)  | 39.4 (4.1)  | 44.2 (6.8)  | 45.8 (7.7)  | 43.3 (6.3)  | 37.4 (3.0)  | 31 (−1)     | 28.1 (−2.2) | 34.6 (1.4)    |
| 역대 최저 기온 °F (°C)   | 5 (−15)     | 7 (−14)     | 5 (−15)     | 10 (−12)    | 15 (−9)     | 19 (−7)     | 24 (−4)     | 28 (−2)     | 20 (−7)     | 21 (−6)     | 15 (−9)     | 2 (−17)     | 2 (−17)       |
| 평균 강수량 인치 (mm)    | 3.81 (97)   | 3.61 (92)   | 3.27 (83)   | 3.79 (96)   | 2.86 (73)   | 2.94 (75)   | 4.23 (107)  | 6.02 (153)  | 6.32 (161)  | 6.63 (168)  | 4.55 (116)  | 4.61 (117)  | 52.64 (1,337) |
| 평균 강설량 인치 (cm)    | 16.2 (41)   | 16.9 (43)   | 15 (38)     | 6.5 (17)    | 1.1 (2.8)   | 0 (0)       | 0 (0)       | 0 (0)       | 0 (0)       | 0.6 (1.5)   | 7.1 (18)    | 13 (33)     | 76.3 (194)    |
| 평균 강수일수            | 19          | 17          | 18          | 16          | 13          | 11          | 13          | 15          | 17          | 19          | 20          | 19          | 197           |
| 출처:                    |             |             |             |             |             |             |             |             |             |             |             |             |               |

## 애투섬을 둘러싼 싸움
1942년, 일본군은 미드웨이 작전의 양동 작전으로 애투섬을 키스카섬과 함께 점령해서 아쓰타섬이라고 개칭했다.
1943년 5월에는 애투 섬 탈환을 위해 미군이 상륙해, 일본군과 전투를 벌였다.
- 일본군쪽
  - 전사　2638명
  - 포로　27명
- 미군쪽
  - 전사 약 600명
  - 부상　1200명

## 같이 보기
- 알류샨 열도 전역
- 알래스카의 역사